# 3,5-다이하이드록시벤조산
3,5-다이하이드록시벤조산(영어: 3,5-dihydroxybenzoic acid)은 다이하이드록시벤조산의 일종이다. α-레조르실산(영어: α-resorcylic acid)이라고도 한다. 3,5-다이하이드록시벤조산은 무색의 고체이다.

## 제조 및 생성
3,5-다이하이드록시벤조산은 벤조산의 다이설폰화에 이어 다이설포네이트의 가수분해에 의해 제조된다.
3,5-다이하이드록시벤조산은 사람의 소변에서 처음으로 확인된 알킬레조르시놀의 대사 산물이며, 소변과 혈장에서 정량화될 수 있으며 전곡 및 밀 섭취에 대한 대체 등가 바이오마커가 될 수 있다.

## 같이 보기
- 2,3-다이하이드록시벤조산 (하이포갈산)
- 2,4-다이하이드록시벤조산
- 2,5-다이하이드록시벤조산 (젠티스산)
- 2,6-다이하이드록시벤조산
- 3,4-다이하이드록시벤조산 (프로토카테츄산)